# ハラトア・ヴァイレア
ハラトア・ヴァイレア（Halatoa Vailea、1999年2月14日 - ）は、ジャパンラグビーリーグワンクボタスピアーズ船橋・東京ベイに所属するトンガ出身のラグビーユニオン選手。従弟にハニテリ・ヴァイレアがいる。
ポジションはウィング(WTB)、センター(CTB)、フルバック(FB)。大学時代にはスタンドオフ(SO)、ナンバーエイト(No.8)も経験した。

## 来歴
2018年、日体柏高校卒業後、日本体育大学に入る。学生時代には、高校日本代表、ジュニア・ジャパン、U20日本代表に選ばれたことがある。
2022年、クボタスピアーズ船橋・東京ベイに加入。同年4月23日に行われたJAPAN RUGBY LEAGUE ONE第14節コベルコ神戸スティーラーズ戦にて途中出場で公式戦に初出場した。
2025年7月5日に行われたリポビタンDチャレンジカップ2025ウェールズ戦にて途中出場で日本代表初キャップ獲得。なお代表デビュー戦で逆転トライをあげてウェールズ相手12年ぶりの勝利に貢献。